# Grinder à herbe
Pour les articles homonymes, voir Grinder.

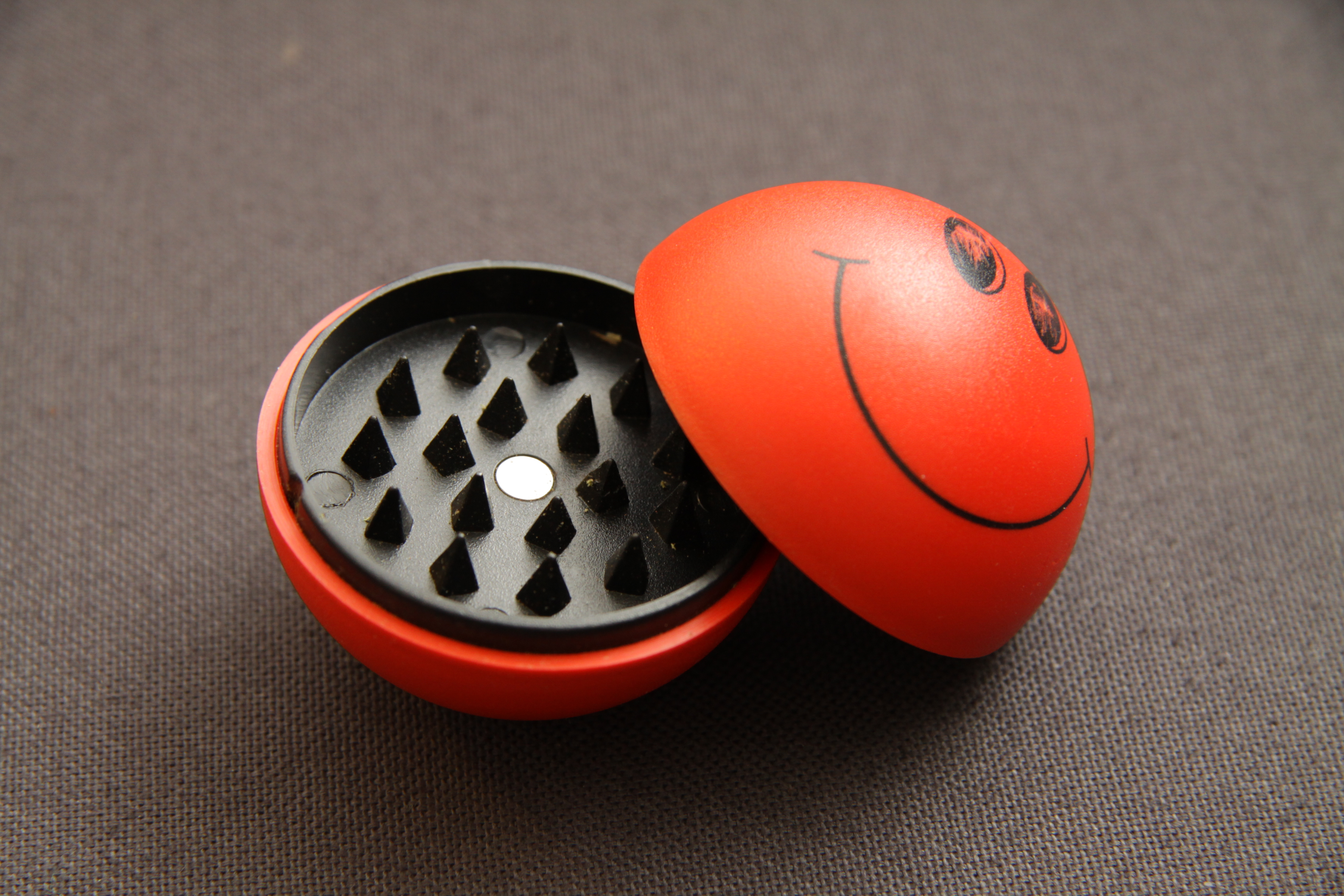
Un simple broyeur à herbe avec un seul compartiment.

Un grinder à herbe (ou grinder à weed ou plus simplement grinder) est un objet cylindrique séparé en deux parties pourvues de dents ou de chevilles pointues alignées de telle sorte que le matériau déposé à l'intérieur soit déchiqueté en faisant pivoter les deux parties.

## Utilisation

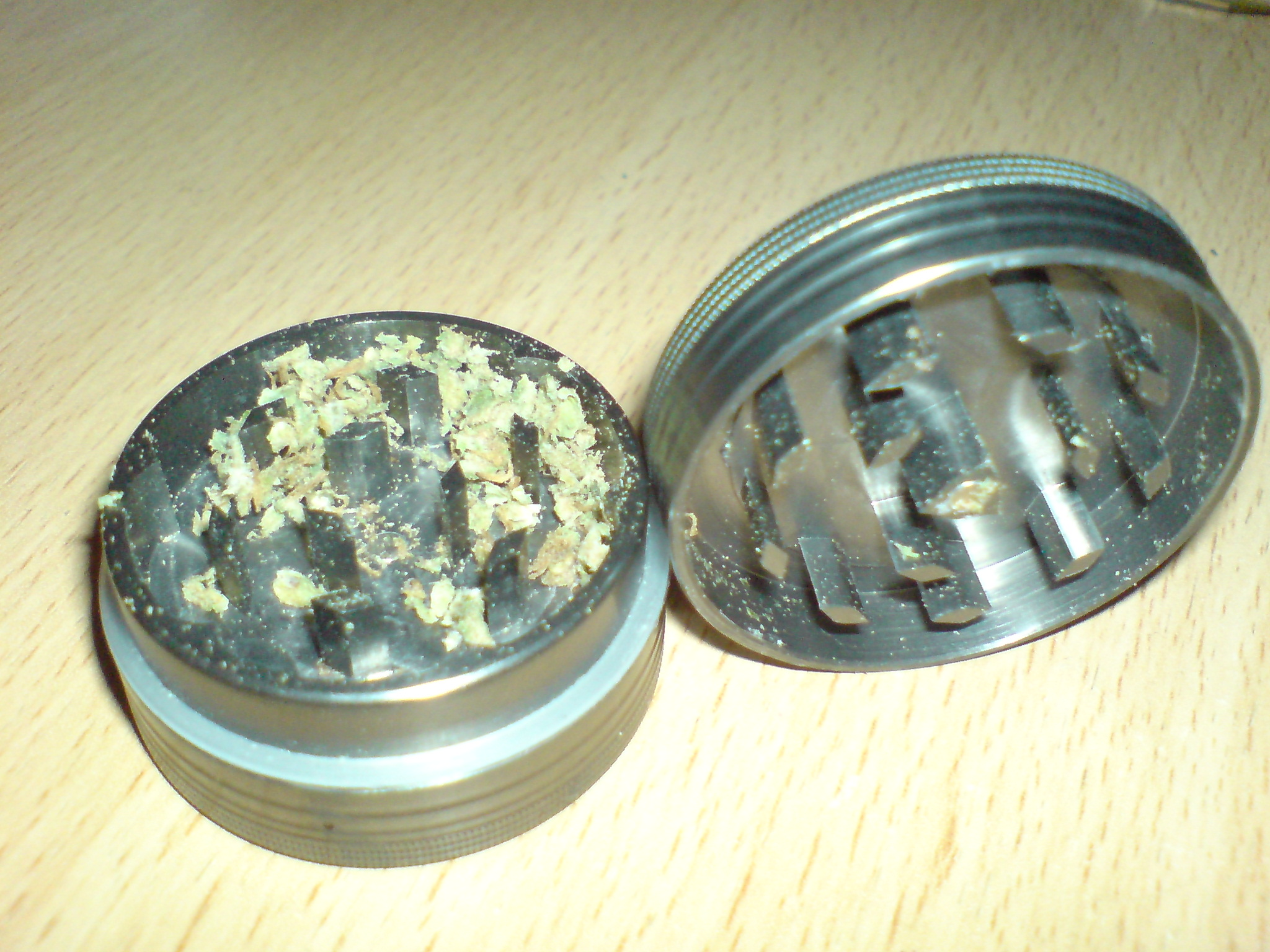
Un grinder en métal utilisé pour broyer du cannabis.

Cet objet est initialement utilisé avec des herbes et des épices pour la cuisine, mais sa fonction a été détournée et il sert aussi à déchiqueter du cannabis pour qu'il soit plus facilement roulé à la main dans un joint qui brûle alors de façon plus uniforme. Ces broyeurs à herbes, généralement en métal ou en plastique, sont commercialisés dans différentes couleurs et divers métaux polis.

## Description
Certains broyeurs ont deux ou trois compartiments au lieu d'un seul, avec un filtre séparant les compartiments inférieurs de ceux qui se trouvent au-dessus, permettant ainsi aux trichomes de cannabis, d'être collectés séparément.